# Arne Semb-Johansson
Arne Semb-Johansson, född 20 september 1919 i Kristiania, död 22 februari 2001 i Oslo, var en norsk zoolog. 
Semb-Johansson var från 1959 professor i zoologi vid Universitetet i Oslo. Han blev 1984 utländsk ledamot av svenska Kungl. Vetenskapsakademien.

### Webbkällor
- Artikel i Norsk biografisk leksikon